# Nymphon pumillum
Nymphon pumillum is een zeespin uit de familie Nymphonidae. De soort behoort tot het geslacht Nymphon. Nymphon pumillum werd in 1991 voor het eerst wetenschappelijk beschreven door Nakamura & Child. 